# Hyundai Super Truck
Der Hyundai Super Truck war ein mittelschwerer Lkw, den Hyundai ab Oktober 1997 als Nachfolger des Hyundai Heavy Truck produzierte. Viele Teile stammten aus dem Vorgängermodell, das ein Badge-Engineering Modell von Mitsubishi Fuso gewesen war.
Als Motor verbaute Hyundai seinen eigenen Q-Dieselmotor mit Direkteinspritzung und 380 PS, welcher aber weitgehend einem Motor von Mitsubishi Fuso entsprach.
Die Kraftübertragung erfolgte mittels 6-Gang-Schaltgetriebe. Der Super Truck war in den Antriebsformeln 4×2, 6×4, 8×4 und 10×4 und neben Sattelzugmaschine und Fahrgestell für Aufbauten auch als Kipperfahrzeug erhältlich.
2000 wurde der Q-Motor durch den von Hyundai selbst entwickelten Dieselmotor Powertec mit Common-Rail-Einspritzung und gleicher Leistung von 380 PS abgelöst.
2002 folgte eine 440-PS-Variante, und ein 12-Stufen-Astronic-Automatikgetriebe von ZF Friedrichshafen war erhältlich.
Im Mai 2004 wurde der Super Truck vom Hyundai New Power Truck und Hyundai Mega Truck abgelöst.